# Skywalk

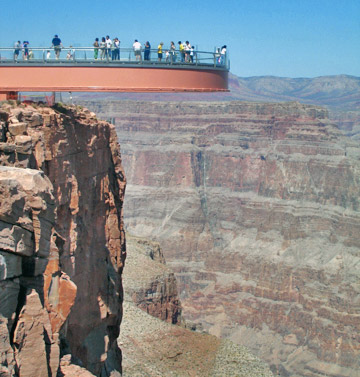
Vedere laterală

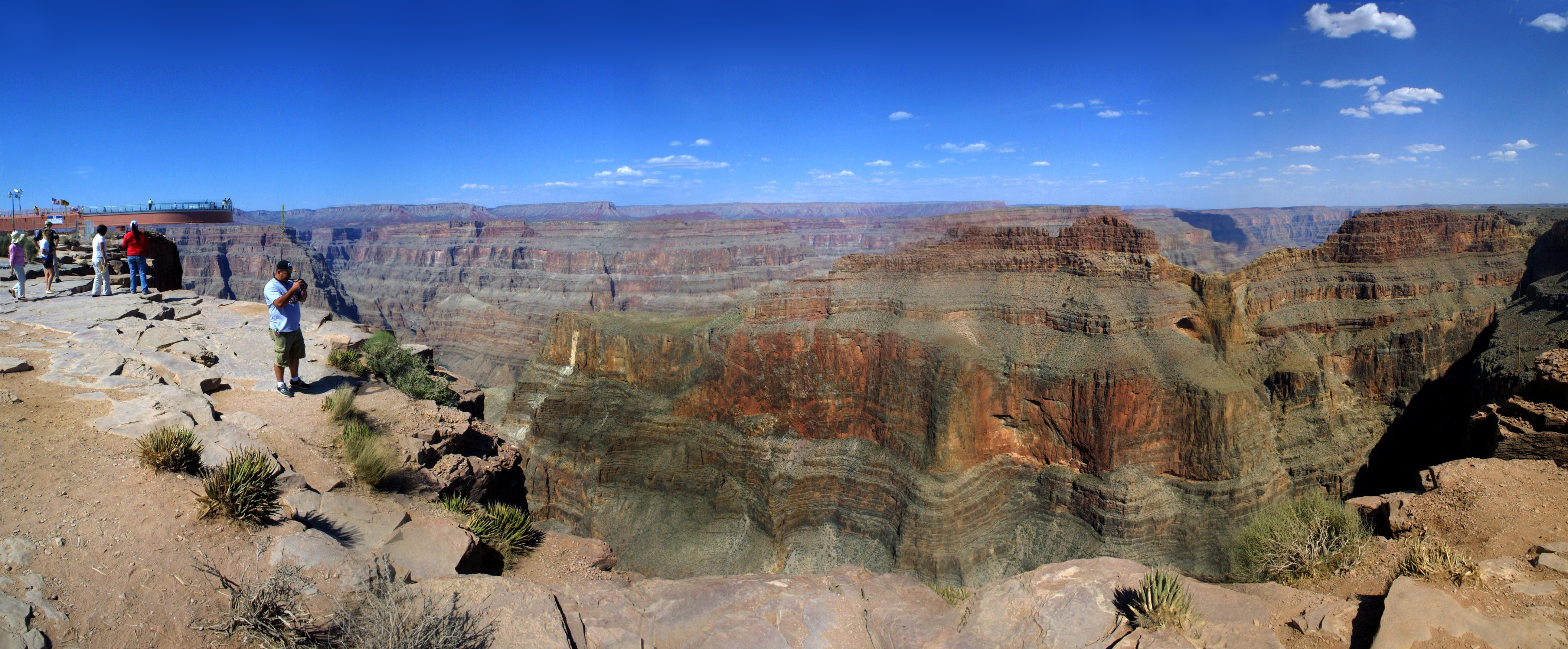
Panoramă a Marelui Canion cu Skywalk în partea stângă

Skywalk (numit uneori, pentru evitarea confuziilor, Grand Canyon Skywalk) este o atracție turistică aflată lângă fluviul Colorado, pe unul dintre pereții vestici ai Marelui Canion, statul Arizona. A fost fondată de tribul indian Hualapai în parteneriat cu omul de afaceri chinezo-american David Jin.
Construcția, în formă de potcoavă, reprezintă un coridor de promenadă aflat la o înălțime de 1.100 m deasupra nivelului râului Colorado, înălțime la care nu a ajuns niciun zgârie-nori până acum. Skywalk nu se află direct deasupra canionului principal, Granite Gorge, ci iese dintr-un perete lateral oferind o priveliște către întregul canion. Podeaua este din sticlă rezistentă, de 50,8 mm, creând impresia mersului în aer (de aici și denumirea construcției, tradusă literalmente ca mers prin aer). Pentru a o proteja de zgârieturi, turiștii încalță câte o pereche de bahile pufoase.
Construcția a fost inaugurată pe 20 martie 2007 și deschisă pentru vizitatori opt zile mai târziu. La ea se poate ajunge prin terminalul aerian Grand Canyon West sau pe cale rutieră de la Las Vegas pe un drum de 190 km, dintre care ultimii 29 km pe drum neasfaltat. De la inaugurare și până în prezent „podul de sticlă” a atras un număr de 1,5 milioane de vizitatori.